# Bejucalillos
Bejucalillos är en ort i Mexiko.   Den ligger i kommunen Tuzantla och delstaten Michoacán de Ocampo, i den södra delen av landet, 160 km väster om huvudstaden Mexico City. Bejucalillos ligger 494 meter över havet och antalet invånare är 423.
Terrängen runt Bejucalillos är varierad. Runt Bejucalillos är det glesbefolkat, med 14 invånare per kvadratkilometer. Närmaste större samhälle är Tuzantla, 15,4 km nordost om Bejucalillos. I omgivningarna runt Bejucalillos växer huvudsakligen savannskog.